# 忠津陽子
忠津 陽子（ただつ ようこ、1949年1月25日 - ）は、日本の漫画家。北海道置戸町出身。代表作は『週刊マーガレット』に連載されテレビドラマ化もされた「美人はいかが?」。

## 来歴
手塚治虫や石森章太郎、水野英子に影響を受ける。北海道札幌旭丘高等学校に入学後、同じ学校に通っていた山岸凉子やいがらしゆみこ、田中雅子らと知り合う。高校卒業後「夏の日のコーラ」（『別冊マーガレット』、集英社）で商業誌デビュー。同時に『COM』の読者投稿コーナー「ぐら・こん」に『星とイモムシ』で入選、全国の漫画マニアの注目を浴びる。
札幌市の専門学校卒業後に編集者の勧めで上京、大和和紀と中野区のアパートに住み『別冊マーガレット』や『週刊マーガレット』（集英社）に代表作となる「美人はいかが?」などを執筆。可愛らしい絵柄とポップな作風で一世を風靡し、70年代の『マーガレット』を代表する作家として知られた。後年は『ロザリンドの肖像』などのホラー作品も手掛けた。
1979年に結婚し、漫画家引退を宣言。以降は目立った活動はしていなかったが、2012年に単行本「フィアンセがいるのに」を発表。以降、ハーレクイン小説のコミカライズで再び活動している。

## 人物
- 山岸凉子は高校の一年先輩、いがらしゆみこ、田中雅子は美術部の二年後輩にあたる。大和和紀とは田中らの紹介で知り合っている。大和と松久由宇とは同じ漫画研究会に所属しており、その友人の吾妻ひでおとも北海道時代からの顔見知りであった。

- 松苗あけみ[2]・ひかわきょうこ[3]・竹本泉[4]・美樹本晴彦[5]など、後進の漫画家・アーティストにも大きな影響を与えている。

- 娘は東京都新宿区のカレー店『spicy curry魯珈』店主の齋藤絵理[6]。

## 作品

### 単行本
単行本の発売順とその主要収録作品の発表順は一致しない。
　この時期の連載マンガは総集編が月刊誌に再掲載されることが多く、単行本化はされなかったりずっと遅れたりした。
- あつまれ青春（1970年、マーガレットコミックス、集英社、全1巻）

　　（表題作以外の収録作品：われらのドリィ）
- バイバイB・Fどの!（1971年、マーガレットコミックス、集英社、全1巻）

　　（表題作以外の収録作品：ウェスターの恋人、キャシーの初恋）
- 美人はいかが?（1971年、マーガレットコミックス、集英社、全4巻）

　　（表題作以外の収録作品：この恋いただき、フランケンシュタインの場合は、いつも二人で、花のアイドル伝）
- お金ためます!（1972年、マーガレットコミックス、集英社、全2巻）

　　（表題作以外の収録作品：春風の丘、華麗なる対決、もしも物語）
- ミリーただいま参上!（1973年、マーガレットコミックス、集英社、全1巻）

　　（表題作以外の収録作品：とびだせリタ）
- ハロー!王子さま（1975年、マーガレットコミックス、集英社、全2巻）

　　（表題作以外の収録作品：おはようＭｒ．ベイビー）
- とびだせ!お嬢さん（1975年、花とゆめコミックス、白泉社、全1巻）

　　（表題作以外の収録作品：あなたってモーレツ、風のむこうに、さよならミス・シュガー、奈々ちゃん）
- 恋のフーガ（1976年、プリンセスコミックス、秋田書店、全1巻）

　　（表題作以外の収録作品：結婚狂想曲、プレイボーイブルース、魔女が奏でるラブソング）
- ロザリンドの肖像（1976年、花とゆめコミックス、白泉社、全1巻）

　　（表題作以外の収録作品：新婚戦線異常あり、砂の城）
- 結婚の条件（1977年、花とゆめコミックス、白泉社、全4巻）

　　（表題作以外の収録作品：大好きケーリー、四季の恋人たち、ただいま留学中、星とイモムシ）
- 満月城へようこそ（1977年、スターコミックス、大都社、全1巻）

　　（表題作以外の収録作品：危険な関係、拝啓兄上さま、雪の降る日は）
- ランドルフの花嫁（1977年、花とゆめコミックス、白泉社、全1巻）

　　（表題作以外の収録作品：OH！大和なでしこ、くたばれママネエ、花まつりの夜）
- セシルの場合は…!?（1977年、マーガレットレインボーコミックス、創美社、全1巻）

　　（表題作以外の収録作品：恋は風まかせ、ビバ 死神さん）
- 三月の庭から（1978年、花とゆめコミックス、白泉社、全1巻）

　　（表題作以外の収録作品：勝手にしてよ、憎みきれないろくでなし）
- エルベの王冠（1979年、花とゆめコミックス、白泉社、全1巻）
- どちらが恋のおじゃま虫（1982年、ひとみコミックス、秋田書店、全1巻）

　　（表題作以外の収録作品：恋の標的、アンディの友だち、鬼姫まかり通る）
- 冬恋物語（1996年、秋田コミックスエレガンス、秋田書店、全1巻）

　　（表題作以外の収録作品：恋のお値段いかほどに？、妻を娶らば、目ざわりな関係、6年目のメイワク？）
- フィアンセがいるのに（2012年、原作：ジェシカ・スティール、ハーレクインコミック、全1巻）
- 優しい嘘（2013年、原作：リズ・フィールディング、ハーレクインコミック、全1巻）
- 燃えつきた絆（2014年、原作：ビバリー・バートン、ハーレクインコミック、全1巻）
- あなたの頬にキスを（2015年、原作：マーナ・テンティ、ハーレクインコミック、全1巻）
- 忠津陽子コレクション1　満月城へようこそ（2005年、さわらび本工房）  　（表題作以外の収録作品：危険な関係、冗談いやよ王子さま）
- 忠津陽子コレクション2　恋のてほどきABC（2005年、さわらび本工房）  　（表題作以外の収録作品：拝啓兄上さま、雪の降る日は、新シンデレラ物語）
- 忠津陽子コレクション3　お金ためます！（2005年、さわらび本工房）

　※マーガレットコミックス（集英社）から刊行されたものの中には、花とゆめコミックス（白泉社）から再度刊行されている作品がある。

### イラスト詩集
- ようこそ愛（1976年、チェリッシュブック、白泉社）

### 企画本
- 漫画家 忠津陽子 ぬりえBook （2020年、双葉社）
- ザ・少女マンガ! 忠津陽子の世界 ラブコメディのスペシャリスト （図書の家編、2021年、立東舎）

### 挿絵
- アンデルセン童話絵本 2 赤いくつ（1982年、原作：宮内美代子、ラポート）
- ナイチンゲールものがたり（1990年、原作：岡信子、せかいの伝記ぶんこ、金の星社）
- 私たちの愛した赤毛のアン（2019年、辰巳出版）

### ゲーム
- ソーン物語（Android用ゲーム、TI-SYSTEM、キャラクターデザイン）

## 単行本未収録作品
- 夏の日のコーラ（別冊マーガレット、1967年9月号）
- プレイボーイがやってきた（別冊マーガレット、1968年正月増刊号）
- パパとママは世界一（別冊マーガレット、1968年2月号）
- ハトとタカ（別冊マーガレット、1968年6月号）
- ルリの友達（別冊マーガレット、1968年7月号）
- マギーのバトンガール（別冊マーガレット、1968年8月号）
- アニーの友情旅行（別冊マーガレット、1968年9月号）
- 先生と私（別冊マーガレット、1968年11月号）
- 明日にこんにちは（週刊マーガレット、1968年48号～1969年2号）
- ハロー！ミス日本（別冊マーガレット、1969年1月号）
- ガラスの太陽（別冊マーガレット、1969年2月号）
- さよならシャギー（別冊マーガレット、1969年3月号）
- ただいま取材中（別冊マーガレット、1969年6月号）
- 海の歌（別冊マーガレット、1969年7月号）
- ベルのジャングルロケ隊（別冊マーガレット、1969年8月号）
- 気になるあいつ（別冊マーガレット、1969年9月号）
- 白い霧の夜（別冊マーガレット、1969年11月号）
- パパの青春（週刊マーガレット、1969年20号～29号）
- 夏の日にかんぱい（週刊マーガレット、1969年35号）
- カンニングのしかた教えます（デラックスマーガレット、1969年春の号）
- 愛してごめんなさい（別冊マーガレット、1970年1月号）
- ジムとレイチェル（別冊マーガレット、1970年3月号）
- ヤンキー娘をやっつけろ（別冊マーガレット、1970年6月号）
- ブラッドレー家の悪魔（別冊マーガレット、1970年9月号）
- 王女ラフレシア（デラックスマーガレット、1970年秋の号）
- 野生のリディア（別冊マーガレット、1970年12月号）
- あの子の瞳にご用心（別冊マーガレット、1971年3月号）
- アマリリス（別冊マーガレット、1971年4月号）
- RRR…こちらパリ！（週刊マーガレット、1971年24号～35号）
- わが青春に涙あり（週刊マーガレット、1971年41号）
- 勝利をわれらに（別冊マーガレット、1971年11月号）
- マイファニー（週刊マーガレット、1971年47号～1972年8号）
- 落第志願（別冊マーガレット、1972年4月号）
- ママはライバル（週刊マーガレット、1972年32号～1973年11号）
- 亜沙子の恋（別冊マーガレット、1972年12月号）
- おさがりあそばせ（別冊マーガレット、1973年2月号）
- うわさの二人（別冊マーガレット、1973年4月号）
- 風の中の聖子（週刊マーガレット、1973年16号～29号）
- プレイガールの条件（別冊マーガレット、1973年7月号）
- ブルーメロディー（別冊マーガレット、1973年10月号）
- 恋とはこんなものかしら（別冊マーガレット、1974年4月号）
- 化石の森の伝説（週刊マーガレット、1975年6号）
- どっちがどっち（週刊マーガレット、1975年32号～42号）